# پوپندورف
پوپندورف (به آلمانی: Poppendorf) یک شهر در آلمان است که در Rostock District واقع شده‌است. پوپندورف ۷۵۲ نفر جمعیت دارد.